# Янувка (Лодзький-Східний повіт)
Янувка (пол. Janówka) — село в Польщі, у гміні Андресполь Лодзький-Східного повіту Лодзинського воєводства.
Населення — 895 осіб (2011).
У 1975-1998 роках село належало до Лодзинського воєводства.

## Демографія
Демографічна структура станом на 31 березня 2011 року:
|          | Загалом | Допрацездатний вік | Працездатний вік | Постпрацездатний вік |
| -------- | ------- | ------------------ | ---------------- | -------------------- |
| Чоловіки | 451     | 96                 | 299              | 56                   |
| Жінки    | 444     | 70                 | 260              | 114                  |
| Разом    | 895     | 166                | 559              | 170                  |